# Christian Arming
Christian Arming (* 18. März 1971 in Wien) ist ein österreichischer Dirigent.

## Leben
Christian Arming studierte an der Wiener Musikhochschule bei Leopold Hager. 24-jährig wurde Arming von der Janáček-Philharmonie Ostrava zum Chefdirigenten berufen. Von 2001 bis 2004 war er Chefdirigent des Luzerner Sinfonieorchesters und Musikdirektor des Luzerner Theaters, wo er zahlreiche Opernproduktionen leitete. Die Zusammenarbeit mit Seiji Ozawa führte ihn zwischen 1992 und 1998 mehrmals nach Tanglewood, wo er das Boston Symphony Orchestra leitete. 1997 und 1999 dirigierte Arming bei den Salzburger Festspielen. Er dirigierte in Cincinnati, an der Frankfurter Oper und beim Prager Frühling (Tschechische Philharmonie). Bis heute gastierte Arming bei über fünfzig Orchestern, darunter die Wiener Symphoniker, das RSO Wien, das Deutsche Symphonie Orchester in Berlin, das RSO Frankfurt, bei der MDR Sinfonie, den Münchner Philharmonikern, SWR Stuttgart, Dresdner Staatskapelle, Dresdner Philharmonie, Rai Orchestra Sinfonica Nationale, Camerata Salzburg, Orchestre National Capitole usw. Im Mai 2008 sprang Arming für Georges Prêtre in Rom mit Gustav Mahlers Symphonie Nr. 5 ein.
Seit 2003 ist Arming Chefdirigent des New Japan Philharmonic in Tokio, von 2011 bis 2019 war er Chefdirigent des Orchestre Philharmonique Royal de Liège. Im Jahre 2017 wurde er zudem zum ersten Gastdirigenten des Hiroshima Symphony Orchestra ernannt. Arming hat zahlreiche Einspielungen mit Werken von Brahms, Beethoven, Mahler und Janáček vorgelegt.
Christian Arming lebt mit seiner Frau, der Schauspielerin Catherine Le Blanc, in Los Angeles. Sie haben zwei Kinder.